# La Flèche peinte
La Flèche peinte — The Judas Window dans l'édition américaine et The Crossbow Murder dans l'édition britannique — est un roman policier de John Dickson Carr publié en 1938, sous le pseudonyme de Carter Dickson. Ce « whodunit » est le 7e roman de la série mettant en scène le personnage de sir Henry Merrivale dans le rôle d'avocat de la défense.  
Le roman met en scène une énigme en chambre close : le suspect arrêté par la police a été retrouvé dans une pièce close (volets clos, porte close, absence de passage secret, cheminée occultée) à côté du cadavre de son futur beau-père. Ce dernier a été assassiné avec une flèche qui a été plantée dans son cœur ; on retrouve les empreintes digitales du suspect sur la flèche.

## Personnages

### Personnages en lien avec le crime
- Avory Hume : directeur de banque, victime assassinée.
- Dr Spencer Hume : frère d'Avory Hume et oncle de Mary Hume.
- Mary Hume : fille d'Avory Hume et nièce de Spencer Hume.
- James (« Jimmy ») Caplon Answell : amant de Mary, accusé du meurtre d'Avory Hume.
- Reginald Answell : cousin de James Caplon Answell, capitaine dans l'armée britannique.
- Randolph Fleming : ami d'Avory Hume.
- Amelia Jordan : secrétaire et intendante d'Avory Hume.
- Herbert Dyer : maître d'hôtel et chauffeur d'Avory Hume.
- George Shanks et Horace Grabell : domestiques d'Avory Hume.

### Personnages en lien avec le procès
- Sir Henry Merrivale (« H. M. ») : avocat de James Answell, ex-membre des services spéciaux britanniques.
- Kenwood (« Ken ») Blake : ami d'Henry Merrivale, époux d'Evelyn Cheyne, spectateur au procès, narrateur du récit.
- Evelyn Blake-Cheyne : ami d'Henry Merrivale, épouse de Kenwood Blake, spectatrice au procès.
- Juge Rankin : président de la cour d'assises.
- Sir Walter Storm : procureur soutenant l'accusation lors du procès.

### Autres personnages
- Dr Philip Stocking : médecin légiste.
- Dr John Tregannon : médecin, directeur d'une clinique psychiatrique.

## Résumé

### Mise en place de l'intrigue
Prologue, chapitres 1 et 2.
Le 4 janvier vers 18 h, James Caplon Answell (dit « Jimmy ») se rend au domicile londonien d'Avory Hume, père de Mary Hume dont il est récemment tombé amoureux. Les deux jeunes gens ont émis l'intention de se marier. La veille, le futur beau-père a accepté de rencontrer Jimmy pour faire connaissance. Jimmy arrive au domicile, est introduit dans le bureau d'Avory et les deux hommes échangent des banalités. Avory, après avoir verrouillé de l'intérieur la lourde porte en bois, se montre réservé, voire froid. Il montre des signes de cordialité quand il propose à son invité de boire un whisky, ce que Jimmy accepte. Quelques minutes après, Jimmy a la tête qui tourne et a une nausée. Il s'effondre : son whisky contenait sans doute un somnifère.
Plus tard, il se réveille, la tête flageolante. À ses côtés se trouve Amory, mort. Une flèche, auparavant exposée en tant que trophée sur un portant en bois, a été plantée dans le torse d'Avory. La pièce est totalement close : la porte, qui n'a qu'une poignée, aucune serrure et aucun judas, est verrouillée de l'intérieur, les volets sont clos et fermés de l'intérieur, il n'y a pas de passage secret, le conduit de la cheminée est très étroit et ne permet pas le passage d'un corps. Jimmy ne se souvient de rien : est-ce lui qui a tué son futur beau-père ?
Il déverrouille la porte et est interpellé par la police. En effet, Mme Jordan, la secrétaire et intendante d'Avory, et M. Dyer, le maître d'hôtel, ont entendu des cris et un bruit de lutte. Ne pouvant pas pénétrer dans la pièce, ils ont immédiatement appelé la police. Placé en garde à vue, Jimmy est interrogé. Il raconte ce dont il se souvient.
Quelques semaines après, il est mis en accusation et renvoyé devant la cour d'assises de Londres. Les hypothèses de l'accident et du suicide ont été écartées par la police.
Sa situation est très délicate : outre ce meurtre en chambre close, on a retrouvé ses empreintes digitales sur la flèche. Par ailleurs, son explication concernant l'absorption d'un whisky frelaté et contenant un somnifère s'effondre (le whisky et les verres ont été analysés et ne contenaient aucun soporifique, même en dose minime).
Pour la police, le meurtre résulte, ou bien d'une vengeance de Jimmy à l'éventuelle annonce qu'Avory refusait le mariage projeté, ou bien d'un acte de folie de Jimmy. Dans le premier cas, Jimmy encourt la peine de mort ; dans le second, l'hospitalisation à vie en hôpital psychiatrique.

### Le procès
Chapitres 3 à 17.
Le procès s'ouvre à Old Bailey et les pronostics du public sont défavorables pour Jimmy, tant les circonstances de la mort d'Avory semblent l'accabler.
Jimmy est défendu par sir Henry Merrivale, avocat et ancien membre des services secrets.
Les témoins défilent à la barre. Les personnes de la maisonnée expliquent ce qu'elles ont vu et entendu (Mme Jordan, M. Dyer, etc). Les policiers sont auditionnés, puis le médecin légiste. Un témoin important ne peut pas être auditionné : Spencer Hume, frère de la victime, qui a disparu et qui n'a plus donné signe de vie.
Il apparaît que Jimmy était porteur, au moment de son interpellation, d'un pistolet chargé. Cette arme appartenait à son cousin Reginald. L'accusation affirme que cela prouve l'intention homicide de Jimmy.
Jimmy est ensuite interrogé sur le fond, puis Mary Hume.
Lors de leurs interrogatoires respectifs par Merrivale, on apprend une information qui change le point de vue de l'affaire : le capitaine Reginald Hume (cousin de Jimmy), avait eu une liaison avec Mary Hume environ un an auparavant et avait pris des photos de la jeune femme totalement dénudée dans des poses suggestives. Apprenant fin décembre le projet de mariage avec Jimmy, il avait menacé Mary de communiquer des copies des photos à Jimmy et à de nombreuses personnes connaissant Mary et son père. Il avait exigé pour prix de son inaction une forte somme d'argent. Mary, affolée, avait averti son père. Avory avait donc appelé au téléphone le domicile de Mary à un moment où il croyait être en relation avec Reginald. Or c'est Jimmy qui avait décroché. Un quiproquo avait eu lieu : Jimmy croyait qu'Avory voulait le rencontrer pour évoquer le mariage futur, tandis qu'Avory pensait inviter Reginald pour évoquer le chantage financier.
L'interrogatoire de Reginald Answell permet de confirmer le chantage effectué par celui-ci.
On apprend ensuite qu'Avory avait sans doute drogué le whisky remis à son invité, et que son but était de faire croire à une crise de folie de Reginald afin de le faire hospitaliser en clinique psychiatrique. Il aurait été interné le temps que le mariage ait lieu et qu’il renonce à son activité de maître-chanteur. Avory avait minutieusement échafaudé ce plan avec son frère Spencer, ce qui explique l'absence de ce dernier au procès. Le whisky avait été frelaté avec un somnifère, puis mis de côté et les verres soigneusement nettoyés une fois Jimmy évanoui. De la liqueur de menthe avait été placée dans la bouche de Jimmy pour lui faire perdre l'haleine du whisky. La première partie du plan avait été une réussite (sous réserve que la victime était Jimmy et non Reginald), mais « quelqu'un » avait profité de la mise en œuvre de ce plan pour assassiner Avory.
Merrivale, l'avocat de Jimmy, évoque à plusieurs reprises des points importants qui selon lui auraient été négligés durant l'enquête : un bout de bois de la flèche et sa plume de stabilisation bleue ont été détachés de cette flèche (on n'a jamais retrouvé ce bout de flèche et son bout de plume bleue) ; un tampon encreur n'a jamais été retrouvé ; des vêtements appartenant à Spencer Hume ont mystérieusement disparu.
Un second coup de théâtre a lieu quand Merrivale affirme que la flèche n'a pas pu être plantée dans la poitrine d'Avory par la main d'un homme (comme lorsqu'on plante un poignard), compte tenu de la force qu'il fallait avoir pour la planter profondément dans le torse. Ceci est confirmé par le médecin légiste. L'utilisation d'un arc est exclue au regard de l'étroitesse de la pièce. Selon Merrivale, la flèche n'a pu être tirée qu'avec une arbalète. Or justement Avory détenait des armes de collection et notamment un lot de trois arbalètes, dont l'une a disparu de son lieu d'entrepôt. Mais dans ces conditions, comment une arbalète a-t-elle pu être introduite dans le bureau et disparaître par la suite ?

### Dénouement et révélations finales
Chapitre 18 ; Épilogue.
Un troisième coup de théâtre a lieu quand sir Merrivale fait venir dans la salle de la cour d'assises la porte d'entrée du bureau d'Avory Hume. Il demande qu'on démonte la poignée et qu'on vérifie ce qu'il y a à l'intérieur du petit trou ainsi dégagé. Il y a un bout de plume bleue, ce qui signifie que la flèche mortelle a été tirée à travers le trou de la poignée de la porte. On sait donc comment la flèche est entrée dans la pièce : par le petit trou de la poignée démontée. On peut reconstituer ainsi les choses : le plan d'Avory visant à piéger Reginald a été effectué correctement. En la présence d'Avory, le complice a retiré la bouteille de whisky contenant la boisson frelatée et les verres ; on a placé le pistolet dans la poche de Jimmy ; le complice a quitté les lieux ; Avory a fermé la porte avec le verrou. Puis, dans un acte II, le complice a retiré la poignée de la porte, fait glisser la poignée dans l'intérieur de la pièce en la retenant avec un petit fil en soie. Interloqué, Avory s'est approché de la porte pour replacer la poignée. C'est alors que le complice a pointé le carreau d'arbalète à travers le petit trou et a tiré, tuant Avory qui était légèrement penché en avant. Le complice a ensuite tiré délicatement le fil de soie et a remis en place la poignée de la porte. Il a quitté les lieux avec l'arbalète, le whisky, les verres, placés préalablement dans une valise. Quand Jimmy a repris ses esprits, il était piégé.
Dans les dernières pages, on apprend l'identité du complice. Il ne s'agit pas de Spencer, le frère d'Avory, mais d'Amelia Jordan. Elle travaillait depuis 14 ans auprès d'Avory en tant que gouvernante. Quand Avory était devenu veuf, Amelia avait espéré qu'il lui propose le mariage. Mais Avory avait décidé de finir ses jours veuf. Lorsqu'il avait évoqué le mariage de Mary avec Jimmy, il avait indiqué qu'il rédigerait un nouveau testament pour léguer l'intégralité de ses biens et avoirs à Mary. Ainsi, à la suite d'un espoir déçu de mariage, Amelia a eu peur qu'il révoque les legs qu'il avait promis à ses salariés, et notamment l'important legs qu'il lui avait promis. Jusqu'au procès, Amelia (tout comme Avory) n'avait jamais su que le jeune homme piégé était Jimmy et non pas Reginald.
À la suite de l’acquittement de Jimmy, Amelia s'effondre en larmes et fait des aveux par écrit. Elle se suicide peu de temps après.

## Particularités du roman
Après Les Meurtres de la licorne et Arsenic et Boutons de manchette, le personnage de Kenwood Blake fait ici une nouvelle apparition aux côtés de Sir Henry Merrivale.
Il s'agit de l'un des maîtres ouvrages de John Dickson Carr avec Trois cercueils se refermeront et Le Naufragé du Titanic, selon un jury d'experts constitué par Edward D. Hoch en 1981,.

## Éditions
- Éditions originales en anglais
  - (en) Carter Dickson, The Judas Window, New York, Morrow, 1938 — Édition américaine
  - (en) Carter Dickson, The Crossbow Murder, Londres, Heinemann, 1938 — Édition britannique

- Éditions françaises
  - (fr) Carter Dickson (auteur) et Jeanne Fournier-Pargoire (traducteur), La Flèche peinte [« The Judas Window »], Paris, Éditions des Loisirs, coll. « Loisirs-Police », 1941, 190 p. (BNF 31909869)
  - (fr) John Dickson Carr (auteur) et Jeanne Fournier-Pargoire (traducteur), La Flèche peinte [« The Judas Window »], Paris, Librairie des Champs-Élysées, coll. « Le Masque. Les Maîtres du roman policier.  no 1934 », 1988, 218 p. (ISBN 2-7024-1807-4, BNF 34992958)
  - (fr) John Dickson Carr (auteur), Jeanne Fournier-Pargoire (traducteur) et Danièle Grivel (traducteur) (trad. de l'anglais), La Flèche peinte [« The Judas Window »], « in » J.D. Carr, vol. 4 - Sir Henry Merrivale (1937-1940), Paris, Librairie des Champs-Élysées, coll. « Les Intégrales du Masque. », 1993, 1215 p. (ISBN 2-7024-2448-1, BNF 35770882) Ce volume omnibus réunit les romans suivants : La police est invitée, La Flèche peinte, Ils étaient quatre à table, Le lecteur est prévenu, Eh bien, tuez maintenant !, Impossible n'est pas anglais ; et la nouvelle L'Homme au masque de fer. Cette édition et la suivante offre une traduction revue et complétée.
  - (fr) John Dickson Carr (auteur), Jeanne Fournier-Pargoire (traducteur) et Danièle Grivel (traducteur) (trad. de l'anglais), La Flèche peinte [« The Judas Window »], Paris, Librairie des Champs-Élysées, coll. « Le Masque. Les Maîtres du roman policier.  no 1934 », 2003, 285 p. (ISBN 2-7024-3119-4, BNF 39074384)

## Adaptation
- 1982 : L'Occhio di Guida, un épisode de la série italienne Programa a Cura di ida Crimi, réalisé par Umberto Ciapetti, d'après La Flèche peinte.

## Source bibliographique
- Roland Lacourbe, John Dickson Carr : scribe du miracle. Inventaire d'une œuvre, Amiens, Encrage, 1997, p. 78-79.